# Stazione di Finsbury Park
La stazione di Finsbury Park è una stazione ferroviaria che si trova lungo le ferrovie East Coast Main Line e Northern City Line, situata a Finsbury Park, nel borgo londinese di Islington.

## Storia
La stazione di Finsbury Park ha una lunga e complessa storia legata alla partecipazione di molte compagnie ferroviarie nel corso del tempo, e ha visto vari cambiamenti operativi e di configurazione delle infrastrutture.
Finsbury Park è sul percorso della East Coast Main Line che collega la stazione di Londra King's Cross al nord dell'Inghilterra ed alla Scozia. La sezione meridionale fu costruita negli anni 1840 e 1850 dalla Great Northern Railway (GNR). I primi binari attraverso Finsbury Park furono posti nel 1850 verso il capolinea temporaneo della GNR a Maiden Lane, poco a nord del capolinea permanente di King's Cross (che fu aperto nel 1852). La prima stazione a Finsbury Park aprì nel 1861 e fu inizialmente chiamata Seven Sisters Road (Holloway).
Subito dopo che fu aperta la prima stazione, la Edgware, Highgate and London Railway (EH&LR) iniziò la costruzione di una linea da Finsbury Park a Edgware. La GNR assorbì la EH&LR poco dopo l'inaugurazione il 22 agosto 1867. La stazione prese il nome attuale nel 1869. I binari della diramazione per Edgware erano situati su entrambi i lati dei binari principali. Il binario direzione sud incrociava la linea principale per mezzo di un ponte entrando nella stazione.

## Strutture e impianti
Le entrate principali sono presso la stazione di autobus orientale in Station Place. La biglietteria della National Rail si trova tra un'entrata segnata dal logo della Metropolitana ed una da quello della National Rail, e dà accesso diretto ai binari delle linee principali. C'è un'altra uscita presso la stazione di autobus occidentale lungo Wells Terrace, che contiene la biglietteria della metropolitana, più una stretta entrata laterale a sud sulla A503 Seven Sisters Road.
La British Transport Police mantiene una postazione a Finsbury Park.
La stazione è vicina a Finsbury Park, uno dei più antichi parchi vittoriani di Londra, ed alla North London Central Mosque. Viene utilizzata anche da molti tifosi dell'Arsenal in occasione delle partite, dato che lo stadio è raggiungibile a piedi lungo Isledon o St Thomas' Road.
L'impianto è situato nella Travelcard Zone 2.

## Movimento
La stazione di Finsbury Park è gestita ed operata dalla First Capital Connect.
I treni provenienti da Moorgate e da King's Cross formano servizi suburbani interni verso Welwyn Garden City ed Hertford North ed altri servizi suburbani iniziano a King's Cross verso Peterborough e Cambridge. Il servizio suburbano interno non utilizza la diramazione per Moorgate la sera tardi ed i fine settimana, ed i treni sono deviati verso King's Cross.

## Interscambi
La stazione consente l'interscambio con la fermata omonima delle linee Piccadilly e Victoria della metropolitana di Londra.
Nelle vicinanze della stazione effettuano fermata numerose linee urbane automobilistiche, gestite da London Buses.
- Stazione ferroviaria Fermata metropolitana (Finsbury Park - linee Piccadilly e Victoria)
- Fermata autobus

## Nella cultura di massa
Nel gioco di trasporti della JoWooD Traffic Giant, il video di apertura presenta un binario di una stazione (simile ad una tipica stazione della Metropolitana di Londra) che porta il nome di Finsbury Park.
Finsbury Park è anche un personaggio creato dal comico Harry Hill ed il nome della stazione fu usato come esclamazione dal duo Vic Reeves e Bob Mortimer durante la serie Vic Reeves Big Night Out.

## Curiosità
- Il musicista Graham Bond morì in questa stazione.

## Galleria d'immagini

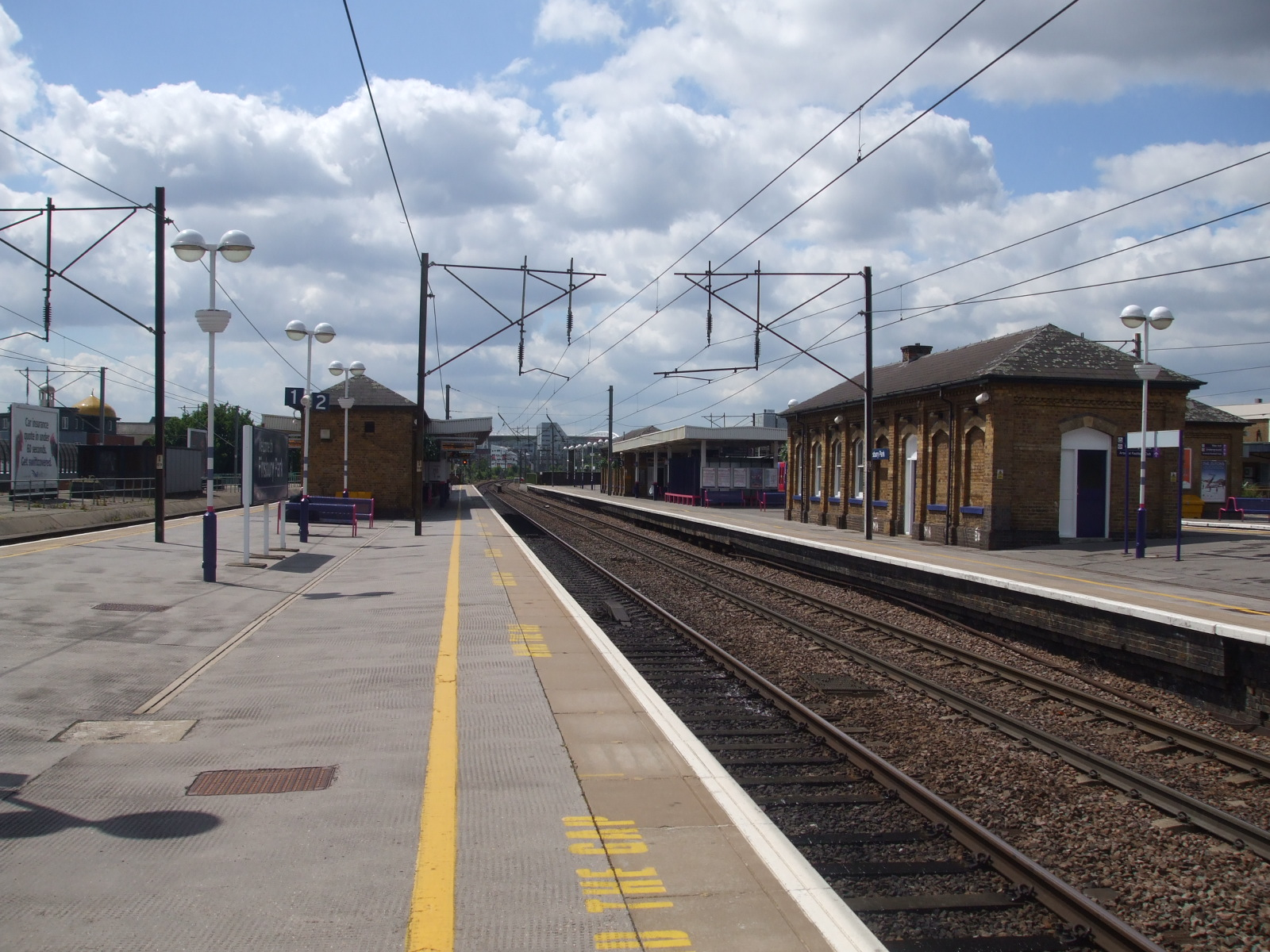
Binari 1 e 2, linee principali, guardando verso sud, i binari 3 e 4 sono sulla destra.
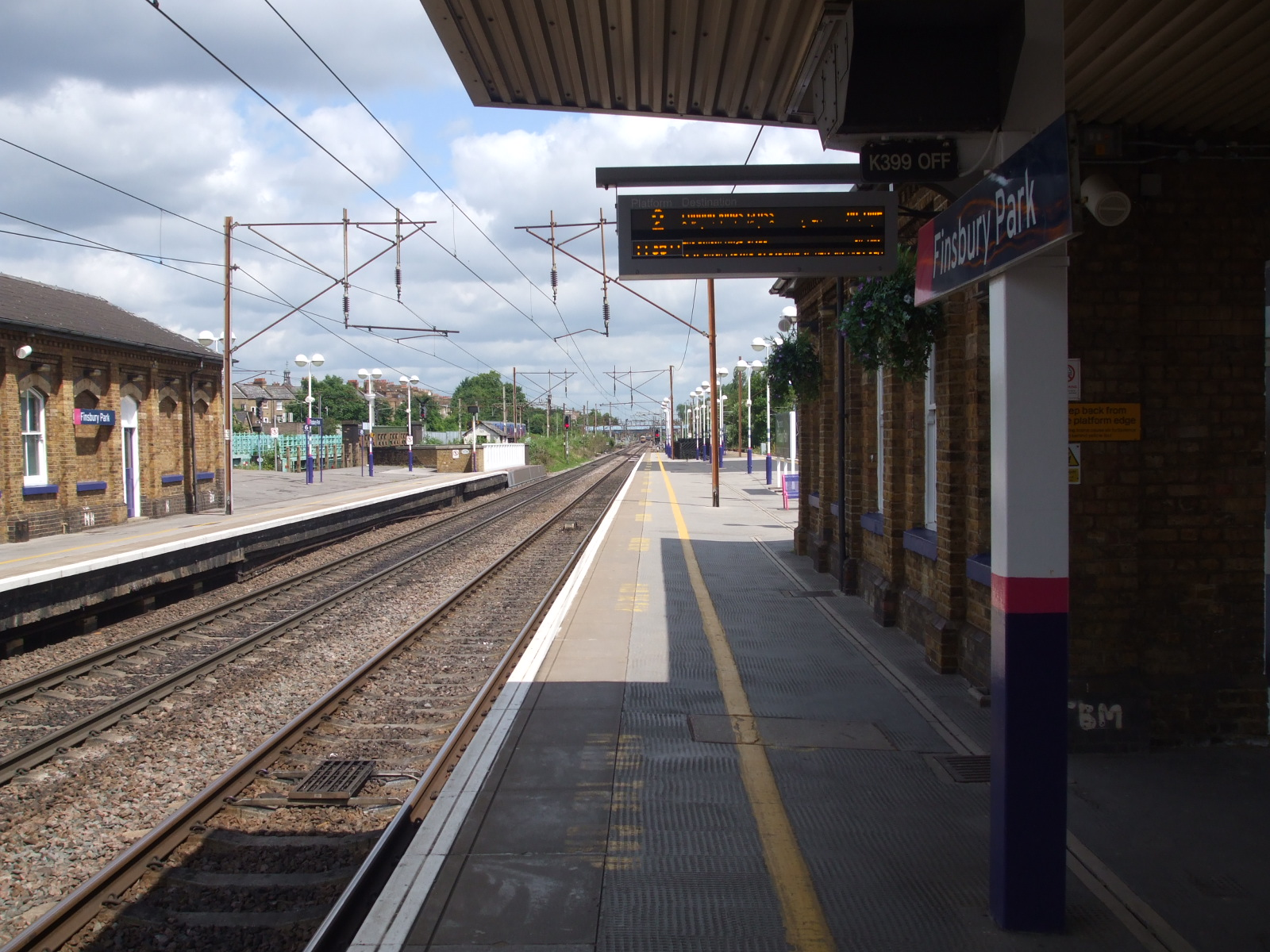
Binario 2 della linea principale, guardando verso nord.
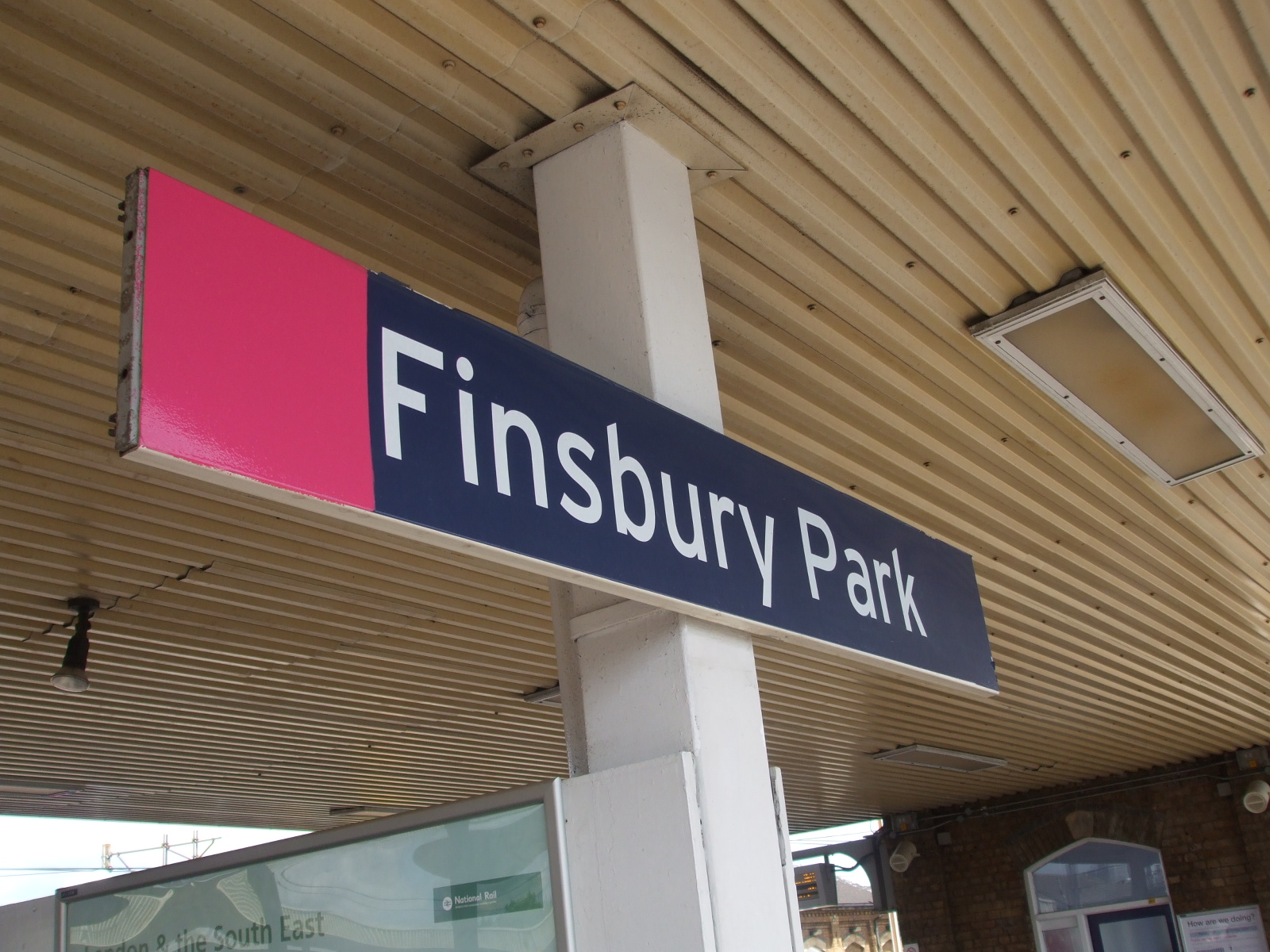
Cartello sul binario 1, con i vecchi colori della WAGN.